# Heiko Weber
Heiko Benno Weber (* 26. Juni 1965 in Thale) ist ein ehemaliger deutscher Fußballspieler, -trainer sowie Teammanager.

## Sportliche Laufbahn

### BSG-, Club- und Vereinsstationen
1988 wechselte Heiko Weber von der BSG Stahl Thale, bei der er als Teenager 1983/84 in der zweitklassigen Liga erste Erfahrungen im überregionalen DDR-Fußball gesammelt hatte,  zum FC Carl Zeiss Jena und spielte dort bis 1998. Im Zuge der Zusammenführung von ost- und westdeutschem Fußball gelang dem Team aus Jena im Sommer 1991 der Sprung von Oberliga der schon nicht mehr existierenden DDR in die 2. Bundesliga des wiedervereinten Deutschlands. In der zweithöchsten Spielklasse des deutschen Fußballs kam Weber 148 Mal (36 Tore) für Jena zum Einsatz kam. Hinzu kam 1994/95 33 Partien in der Regionalliga für die Zeiss-Städter.
Von 1998 bis 1999 spielte er beim Regionalligisten Preußen Münster, bevor er noch einmal kurz nach Thüringen zum FCC, die inzwischen ohne ihn ebenfalls in die Nordostvariante des dritten Ligenlevels abgestiegen waren, zurückkehrte.

### Trainerkarriere
Danach wurde er Trainer des FC Thüringen Weida. 2003/04 war er Trainer der A-Jugend des FC Carl Zeiss. Im Juni 2004 übernahm er die erste Mannschaft der Jenaer. Unter seiner Regie gelang dem Team 2005 der Aufstieg aus der Fußball-Oberliga Nordost (Staffel Süd) in die Regionalliga Nord und im Jahr 2006 der überraschende Durchmarsch in die 2. Bundesliga. Am 11. April 2007 wurde Heiko Weber bei Carl Zeiss Jena freigestellt, da sich die Mannschaft in akuter Abstiegsgefahr befand.
Im Mai 2007 wurde er Coach des Regionalligisten Energie Cottbus II, dort unterschrieb er einen Zweijahresvertrag. Nach der Beurlaubung von Petrik Sander leitete er als Interimstrainer das Profitraining und wurde dann von Bojan Prašnikar als Trainer der Profimannschaft abgelöst.
Von April 2008 bis Juni 2009 war er Teammanager beim FC Erzgebirge Aue. Nebenbei begann er eine Ausbildung zum Fußballlehrer an der Sporthochschule Köln.
Vom 1. Juli 2009 bis 31. Mai 2010 kehrte Weber zum FC Carl Zeiss Jena zurück, wo er als Sportdirektor tätig war. Aufgrund seiner noch laufenden Fußballlehrer-Ausbildung arbeitete er zunächst in Teilzeit. Erst am 1. April 2010 schloss Weber seine Ausbildung erfolgreich ab. Am 20. April 2011 gab der FC Carl Zeiss Jena bekannt, dass Weber mit sofortiger Wirkung Wolfgang Frank als Trainer ablöst. Am 30. Oktober 2011 verkündete der FC Carl Zeiss Jena nach anhaltender Erfolglosigkeit die Entlassung von Weber. Von Juli 2013 bis Juni 2015 war Weber Trainer des Oberligisten SSV Markranstädt. Von 2015 bis 2020 war er Trainer des Regionallisten ZFC Meuselwitz. Im Sommer 2020 übernahm er das Nachwuchsleistungszentrum und die Reservemannschaft von Carl Zeiss Jena. Nachdem Jena 2022 seine zweite Mannschaft vom Spielbetrieb abgemeldet hatte, wurde Weber erneut Trainer des ZFC Meuselwitz. Nach fünf Pflichtspielniederlagen in Folge wurde Weber am 18. April 2023 entlassen.

## Trivia
Am 26. Spieltag der letzten DDR-Oberliga-Saison (NOFV-Oberliga), ausgetragen am 25. Mai 1991, erzielte er im Spiel bei Energie Cottbus kurz vor Spielende den Treffer zum 2:0-Sieg der Jenaer und damit das historisch letzte Tor der Oberliga.
Heiko Weber wird von seinen Fans häufig „Benno“ genannt. Dies ist tatsächlich auch sein zweiter Vorname.